# Третя Чаншайська операція
Третя Чаншайська операція — перший великий японський наступ у Китаї з дня нападу на Перл-Харбор.
24 грудня японці зробили третій за війну наступ на Чанша. Третя Чаншайська операція так само не увінчалася успіхом і завершилася 15 січня 1942 відходом японських частин 11-ї армії на вихідні позиції. Ця битва стала першою перемогою союзників проти японців після подій у Перл-Харборі 7 грудня 1941.

## Передісторія
У жовтні 1941 до влади прийшов японський кабінет, що ще більше розширило масштаби іноземної війни. 7 грудня того ж року Японія розпочала великомасштабну військову операцію та атакувала базу ВМС США на Гаваях. У тому ж місяці японська армія почала наступ, і японсько-китайська диспетчерська армія наказала Анану Юджі, командувачу 11-ї армії в Центральному Китаї, розпочати наступ у відповідь на операції в Гонконгу. З іншого боку, оскільки японська армія не змогла захопити Чанша попередні два рази, а Одинадцята армія також зазнала критики в японській армії. Анан Юкі вважав, що, згідно з отриманою інформацією, після початку Тихоокеанської війни елітна 4-а армія та 74-а армія 9-го театру національної армії були перекинуті на південь. Вважалося, що сили оборони Чанші були слабкими. в цей час основна сила мала знову атакувати Чаншу.

## Сили сторін

### Імператорська армія Японії
- 11 — а армія;
- 3 — а дивізія;
- 6 — а дивізія;
- 40 — а дивізія;
- 9 — а від'ємна змішана бригада;
- 14 — а ві'ємна бригада;
- Підтримка ВМФ та ВВС

Загалом близько 120 000 чоловік.

#### Народно-революційна армія Китайської республіки
9-а театральна дивізія:
- 4 — й корпус
- 10 — й корпус
- 20 — й корпус
- 26 — й корпус
- 37 — й корпус
- 58 — й корпус
- 73 — й корпус
- 74 — й корпус
- 78 — й корпус
- 99 — й корпус
- Артилерійська бригада

Загалом близько 300 000 чоловік

## Хід битви

### Бої у передмісті
24 грудня 1941 року Анан Кейджі наказав атакувати Чанша. У той же день 6-а і 40-я японські дивізії почали переходити річку Сіньцян і використали нічні атаки та артобстріли, щоб поламати лінію, що обороняється. 3-я дивізія атакувала вранці 25-го. Увечері 24-го у Хунані була рідкісна низька температура та падіння на 5 градусів за Цельсієм. Раптове зниження температури як утруднило рух, а й затримало будівництво мостів і переправу через річку японської армією. Дні та ніч запеклого бою він захищав річку Сіньцян. 20-а армія та 58-а національна армія були знищені японською армією, внаслідок чого загинуло більше половини. У другій половині третього дня наступу (27 грудня) лінію оборони на річці Сіньцян було зруйновано, японська армія продовжувала просуватися на південь до лінії оборони, а національна армія, що охороняла річку Сіньцян, була перекинута на річку Мілуо. 26 грудня 1941 року 6-а дивізія, яка наступала першою, вже розпочала підготовку до форсування річки Мілуо, другої річки на своєму шляху. 27-го числа 3-я дивізія також рушила до річки Мілуо. У цей час 37-а армія, 99-а армія та 58-а армія, що відійшли від річки Сіньцян, обороняли річку Мілуо, тоді як 20-а армія знаходилася в цьому районі. на північ від річки Хепінцзян. Лінія оборони китайської армії є побудова «перевернутого гороскопа». Японська армія зосередила свою атаку у напрямку вулиці Чанле, щоб якнайшвидше просунутися вперед. Японська армія прорвала позиції на річці Мілуо менш як за 3 дні, спираючись на свій потужний артилерійський вогонь та підтримку з повітря. Оборонна 20-а армія 37-а армія та 58-а армія рушили на схід, у гористу місцевість, між районом Гаоцяо та річками Мілуо та Лаодао.
29 грудня японська 40-а дивізія завершила форсування річки Мілуо, проте ввечері 30 грудня підрозділ тилового забезпечення 40-ї дивізії, 40-й полк Юйчжун, вночі зазнав атаки національної армії., а підполковник загинув. Ця непомітна втрата поставила передові частини 40-ї дивізії в небезпечне з погляду логістики становище, а також підготувала ґрунт для швидкого відступу 40-ї дивізії в пізніший період битви. Оскільки більшість областей на південь від річки Мілуо спочатку були полями, через дощ і сніг дороги стали брудними, а жителі північної частини Хунані давно зруйнували проїжджі дороги, внаслідок чого японські війська перетинали річку Мілуо, наприклад, танки і важкі танки. артилерія Механізоване обладнання не тільки стало складно просувати, а й вони стає тягарем. Згідно з попереднім планом, початковий план японської армії «стримування китайської армії у відповідь на операцію в Гонконгу» в операції Чанша досягла точки відступу. Однак після тижня запеклих боїв японські війська плавно просунулися за межі міста Чанша. Анан був дуже схвильований цією битвою. Він вважав, що цього разу зможе захопити Чанша і продовжував наказувати військам атакувати Чанша на півдні. Однак відступ китайської армії до двох флангів у зоні бойових дій на півночі Хунані був сам собою однією з важливих ланок у спонуканні японської армії до «гірського дна» міста Чанша відповідно до плану Сюе Юе «Війна в небесній печі».

### Напад та оборона міста Чанша
Місто Чанша розташоване на східному березі річки, з іншого боку річки знаходяться командні висоти, з яких відкривається краєвид на все місто Чанша. Старі міські стіни давно знесені. Щоб швидко наблизитись до центру міста Чанша і якнайшвидше захопити Чанша, японська армія не пішла на наступальний шлях, йдучи проти річки Сянцзян і займаючи панівні висоти гори Юелу. На 9-му театрі оборони Чанша захищала 10-та армія Лі Юйтана. Цей підрозділ зазнав різкої критики з боку Національного військового командування у попередній другій битві за Чанша за несприятливий бій. Командувач Лі Ютан також був знятий зі своєї посади лише на якийсь час. Причина: кандидата на заміну немає, тож ця битва — «сумна битва» для Лі Юйтана та Десятої армії. Лі Юйтан також пообіцяв захищати Чанша, щоб змити ганьбу останньої поразки та отримати схвалення згори. Офіцери та солдати 10-ї армії також вигукували гасло «Тримай Чанша і повертайся до командувача армії». Десята армія та жителі Чанші працювали разом, щоб організувати надійну систему оборони у Чанші. У передмісті оборонні укріплення мали форму бункера, спираючись на річку Сянцзян на заході та утворюючи півколо у всіх інших напрямках. Лінія, що з'єднує Цзяхуаюань — Дуцзяшань — Табличка Ерлі — Хуантулін — Мяо Гаофен — Камінь Мавпи, будується шар за шаром у напрямку до центру міста, а щільність і міцність збільшуються шар за шаром, із Західною дорогою Чжуншань — дорогий Хуансін — Бацзя основні укріплення на вулиці Позі найсильніші. Майже всі основні дороги та бункери в місті Чанша, а також великі будівлі обладнані вогневими точками. Щоб перешкодити японській армії обійти водний шлях Сянцзян, 10-та армія заблокувала води Сянцзян по обидва боки від Чанші мінами. На іншому боці річки Сян Гірська національна армія Юелу розмістила артилерію для артилерійської підтримки оборонних у місті. 31 грудня 1941 року 3-я, 6-а та 40-та головні ударні дивізії японської армії вийшли за межі Чанші та атакували з півночі, сходу та півдня відповідно згідно з планом. 1 січня 1942 року японський наступ став більш жорстоким Основні сили японської армії та 10-та армія Національної армії, дивізія Pre-10 Фан Сяньцзюе, спочатку вели запеклі бої у Цзіньпенлінга до Мавпячої Скелі у південних передмістях Чанші. 29-й полк покладався на позиції та міномети для опору. Під прикриттям авіації та артилерії японці здійснили кілька запеклих атак на позиції обороняючихся. Бій тривав до 10 години ранку, позиції були захоплені японцями. Потім японська армія висунулася на позицію другої лінії, яку захищав 28 полк. Командир 28-го полку Ге Сяньцай повів свої війська. Коли японський наступ був заблокований, основний напрямок атаки було змінено на схід і на північ, і успішно захопив східні та північні передмістя. З усіх позицій лише позиція дивізії до 10-го досі залишалася незайнятою. Ге Сянцай, командувач 28-го полку, був у виняткових випадках підвищений до «генерал-майора» через його військові подвиги. Після Нового року японський наступ, як правило, був запеклим, і ситуація у Чанші була напруженою. Багато співробітників навколо Сюе Юе переконали його перемістити командний пункт у безпечну зону в тилу, але Сюе Юе відмовився. Юе наполягав на встановленні командного пункту біля гори Юелу на околиці Чанші. Спостерігаючи за битвою, Сюе Юе в той же час випустив телеграму, що "Якщо командира театру військових дій буде вбито, його обов'язки виконуватиме заступник командира Ло Чжоїн. "і суворо наказав 10-й армії «триматися Чанші і не відступати». Фан Сяньцзюе, начальник загону, який був головним захисником міста, також підготував передсмертну записку для своєї дружини, пообіцявши жити і померти з Чанша. 2 січня японська армія продовжила люту Китайські захисники, як і планувалося, відступили на позиції другої лінії, серед них найбільш інтенсивними були бої на ремонтній станції. 30-й полк, спочатку розташований на третій лінії оборони, взяв на себе ініціативу, щоб підтримати дружні сили другої лінії в раптовому нападі на японців. 3 — ї японської дивізії, яка увірвалася в міський район Чанша і вбила капітана. Солдати Національної армії отримали важливу інформацію від капітана батальйону Шаозуо, що означає: «Яп нська армія відчуває брак боєприпасів». Після того, як Сюе Юе отримав інформацію, він схвильовано сказав: «Мати цю інформацію краще, ніж тисяча військовослужбовців». Отже, Сюе Юе почав розгортати наступний план щодо оточення та знищення японської армії. 3 січня бої у місті Чанша набули запеклого характеру. Під прикриттям вогневої сили дві японські дивізії зосередили свої сили, щоб розпочати піхотний штурм. Вони послідовно захопили храм Кайфу і Ченьцзяшань на другій лінії армії, що обороняється. Бій тривав до 16:00. Інженерний батальйон 3-ї дивізії японської армії вторгся до центру міста Чанша. Лі Ютан негайно наказав 190-й дивізії іншої основної дивізії, що під ним, блокувати. Японські інженери добре справлялися зі сходженням. вгору та вниз… Захисники затято боролися за панівні висоти. У цей час Фан Сяньцзюе, командир перед-10 дивізії, вважав, що якщо японська армія прорве позиції другої лінії, єдиний спосіб захистити міську стіну — це розчистити перешкоди для стрілянини перед містом. Він наказав спалити усі довгі вулиці під Мяо Гаофеном. Коли китайська та японська армії в місті Чанша вступили в рукопашний бій, артилерія на протилежному березі гори Юелу використала свою абсолютну перевагу на місцевості, щоб завдати жорстоких артилерійських ударів по японській армії в місті, внаслідок чого японська армія зазнала тяжких втрат. 4 січня японська армія знову розпочала повномасштабний штурм центру Чанші. Обидві сторони неодноразово боролися за такі важливі місця, як Національний виставковий зал товарів та лікарня Сянья. Артилерія продовжувала атакувати японську армію. Після кількох днів запеклих боїв 10-та армія зазнала майже третину своїх втрат, але її бойовий дух залишився незмінним і вона продовжувала битися з японцями від дому до дому. У цей час Сюе Юе відправляв війська для оточення японської армії в Чанше, але Анан не знав, що його розвіддані були перехоплені, і він не знав, що китайська армія прямує до Чанше з усіх боків, щоб підготуватися до контратаки. Він все ж наказав своїм військам якнайшвидше взяти Чанша. Вночі китайська армія досягла задню частину японської армії і сформувала пінцет атаку. Тим не менш, у цей час, Анан Кодзі досі наполегливо хотів взяти Чанша без замовлення негайного відступу. Японія навіть оголосила новину, що «японська армія зайняла Чаншу». Наступного дня генерал-майор Юкі Кіношита, тодішній начальник штабу одинадцятої армії, та інші співробітники вважали, що, якщо вони не відступлять, це може призвести до неймовірних наслідків, тому всі вони закликали Анана Юкі негайно віддати наказ про відступ, а потім Анан Юкі. наказав військам рухатися у напрямку Хігасіями. Після початку останнього наступу для укриття та укриття під час відступу японський план із захоплення Чанші провалився.

### Контрнаступ Народно-революційної армії Китайської республіки та відступ Японської Армії

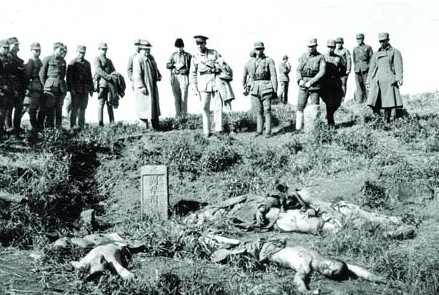
Трупи японців під час відступу

Коли японська армія агресивно атакувала місто Чанша, Сюе Юе почав розгортати знищення японської армії на більш пізній період. Цзян Чжунчжен не тільки відповів на прохання Сюе Юе про перекидання Четвертої армії та Сімдесят четвертої армії назад із Дев'ятого театру воєнних дій, але також і сімдесят третю армію. Дев'яносто дев'ята армія також була призначена Сюе Юе. Коли Сюе Юе дізнався, що японська армія зіткнулася з нестачею боєприпасів і проблем із припасами, він негайно телеграфував силам дев'яти армій до Дев'ятого театру з чотирьох сторін: південний схід, північний схід, захід та північ оточите японську армію. Конкретне розгортання виглядає так: 26-а армія і 73-я армія переслідують північ уздовж річки Люян; 4-а армія переслідує північ від Чжучжоу; 58-а та 20-а армії проводять атаки з півночі на південь на річці Мілуо. Армія та 37-а армія перехопили зі сходу на захід; Дев'яносто дев'ята армія перехопила із заходу на схід на північ від Шизіпу та на південь від Сінші. 5 січня, коли сили контратаки 9-го театру вже досягли тилу японської армії біля міста Чанша, Анан Кодзі був змушений наказати японській армії відступити через усі напрямки. Японська армія розгорнулася і була переслідувана китайськими військами у різних місцях. Погода в Сянбеї тоді зіпсувалася, і японська авіація не могла надавати підтримку; 20-а і 58-а армії Національно-революційної армії, що спочатку ховалися в горах Інчжу і Гухуа, атакували японців, що відступали. Підрозділом для прикриття основних військ була 9-а змішана бригада, яка розпочала атаку, щоб прикрити відхід основних військ, щоб виграти час. У ніч проти 8 січня капітан Ямадзакі Сігеру сформував змішану ударну групу (інтегрована бригада, близько 300 чоловік), щоб атакувати північну частину гори Інчжу, намагаючись знищити командний центр національної армії у цьому районі; нарешті, інтегрована бригада була знищена. Знищення бригади Ямазакі вразило Анана. Японська армія перехопила японську армію по дорозі до відступу. Після того, як просування японської армії було заблоковано, виявили, що китайська армія блокує дорогу. На світанку наступного дня основні сили 133-ї дивізії 20-ї армії щосили чинила опір контратаці японців, лобова атака японців була зірвана і змінилася нічною атакою, розбивши 10-й дивізіон 58-ї армії. Проте японцям було дуже важко відступити між річками Лаодао та Мілуо. 20-та армія та 58-а армія Національної армії влаштували засідки проти японців у горах Інчжу та Гухуа. Японці нарешті прорвали оточення. національної армії тут, але зазнали великих втрат, також було захоплено багато зброї національною армією. Японські солдати часто вибирали прориватися вночі, тому що національна армія їх легко помічала під час денних маршів. Однак через незнайому обстановку нічної місцевості вони не могли правильно розрізнити свої позиції, потрапляючи в зону засідки Національної Армії. У разі браку припасів вони витримували артилерійський вогонь національної армії і в рукопашному бою проривали оточення. 6-а дивізія успішно прорвала річку Лаодао. У цей час Анан раптово змінив наказ, внаслідок чого 6-а дивізія змінила свій маршрут маршу і має усунути сили перехоплення Національної армії під час наступу. Ця раптова зміна призвела до того, що 6 дивізія потрапила в облогу 7 дивізій Національної армії. Знову ж таки, битва вкрай пасивна. Щоб урятувати війська, які були обложені та заблоковані національною армією, японська армія направила 9-у змішану бригаду на південь. Однак національна армія чинила опір біля гори Інчжу. 9-ту бригаду інтегрованої бригади Ямазакі повністю знищили національною армією. Район 3-ї дивізії був атакований 4-ю армією, 26-ю армією та 78-ю армією Національної армії, командир дивізії отримав поранення. По дорозі 40-а дивізія була атакована 37-ою та 78-ою арміями з кількох флангів і перехоплень, 236-й полк зазнав важких втрат, багато офіцерів було вбито. 14 січня японська армія нарешті переправилася через річку Мілуо і після запеклої битви рушила до річки Сіньцзян. З 14 по 16 січня 20-а армія, 37-а армія, 58-а армія, 73-а армія, 78-а армія та інші частини в зоні 9-ї війни почали наступ на японську армію в районі між річкою Сіньцян на річці Мілу. на флангах відбулися чотири запеклі бою з японською армією в оточенні та прориві. Деякі представники національної армії навіть переправилися через річку Сіньцян та вторглися до початкової зони оборони Японії. Проте вони не сформували повне оточення японської армії. Японська армія зазнала тяжких втрат, система командування все ще працювала ефективно, а бойовий дух усіх частин залишався твердим у надзвичайно тяжкому стані. 15 січня погода в театрі покращилася, і Анан Юджі негайно надіслав 18 літаків для виконання бомбардування на малих висотах. Під прикриттям 16 січня японці успішно прорвали облогу та відійшли на північний берег. Під час 12-денного відступу японська армія зазнала величезних втрат через сильну обложену атаку національної армії. Лише 13 тисяч людей успішно відступили. Від колишньої практики японської армії не залишати трупи на полі бою також довелося відмовитись, залишивши їх велику кількість на полі бою. Після початку війни між двома сторонами в північному регіоні Хунань близько 3000 японських солдатів, які планували стримати національну армію і здійснили симулятивну атаку в північному районі Цзянсі, почали наступ на позиції китайських захисників. але через три дні вони були відкинуті національною армією у північному регіоні Цзянсу і повернулися до вихідної наземної оборони. Станом на 16 січня протиборчі сторони все ще відновили свою довоєнну позицію конфронтації вздовж річки Сіньцян, і третя битва Чанша добігла кінця.

## Підсумки
У третій битві при Чанші китайська армія успішно відобразила японський наступ. Згідно зі звітом національної армії, японська армія зазнала понад 65 % втрат. Хоча національна армія здобула перемогу, є деякі розбіжності щодо битви, а також були деякі розбіжності з приводу того, чи відповідає третя битва Чанша своїй назві. Національна армія програла дві фази та стверджувала, що розрив невеликий. Від 28 000 людей було вбито і поранено до 29 000 Але бойові втрати японської армії зовсім різні: згідно з звітом 9-го театру, 33 941 осіб було вбито, 23 003 поранено, 139 взято в полон, було захоплено 1138 гвинтівок, 115 гармат та 11 артилерійських гармат. Цей результат знову було процитовано в «Антіяпонській військовій історії», опублікованій Цзян Вейго у 1978 році. В офіційному бойовому звіті навіть стверджувалося, що було вбито 5 капітанів японських конфедератів, але насправді жодного японського офіцера такого рівня не було вбито на поточній службі. Через великий розрив між кількістю людей, заявлених, щоб бути знищеними, і військовими якостями ув'язнених, Хе Ченцзюнь, тодішній виконавчий директор військового права, написав у своєму щоденнику 25 лютого 1942 року, що Сюе Юе був присутній у збройних силах. Коли він доповів про результати третьої битви в Чанші, Чан Кайші подумав, що це занадто перебільшено. Згідно з серією військової історії, опублікованою Інститутом оборонних досліджень у 1971 році, в бойових ушкодженнях японської армії говорилося, що 1591 було вбито і 4412 отримали поранення в бою; однак у даних не згадувалося втрати від хвороб. У третій битві при Чанші 6-а дивізія повідомила про загибель 461 людини. Однак 7 січня повідомлялося, що 11-а армія вбила понад 600 осіб (кількість загиблих, яку можна підтвердити. на даний момент), не було розмов про втрати в період від облоги 8 січня до прориву 12 січня. 13-й піхотний полк за палацом неодноразово переслідувався до кінця битви. Японці зазнали тяжких втрат і знову втратили здатність боротися. Дружні сили надали допомогу у стримуванні, і його смерть, очевидно, не є остаточною інформацією; на додачу до плутанини даних 6-ї дивізії, незалежна змішана 9-а бригада, яка також була оточена японською армією, повідомила про 203 загиблих, але під час атаки на гору Інчжу штурмова група (на чолі з капітаном Ямадзакі Сігеру, капітаном 1-ї ескадрильї 40-го окремого батальйону), в сукупності іменовані батальйоном Ямазакі, але нестандартним піхотним батальйоном), в якому було зосереджено близько 350 осіб, було повністю знищено. Число загиблих, про які повідомила бригада, не відповідало дійсності. 236-й піхотний полк 40-го піхотного полку забрав 390 убитих і поранених перед успішним проривом 9 січня, але в остаточному підрахунку залишилося лише 50 комбатантів. Японський піхотний полк налічував понад 2000 військовослужбовців і фактичні втрати були значними. 6003 жертви були лише серйозним скороченням високопоставленого японського військового штабу, щоб приховати свою некомпетентність та повідомити про ганебні цифри імператора. Однак національна армія не вбила і не взяла в полон нікого у званні капітана чи вище на нинішній службі. Таким чином деякі підрозділи рівня батальйону могли бути знищені, але не зареєстровано жодних даних про знищення підрозділів рівня полку. Немає точної перевірки результатів в даний час, в японській армії принаймні три підрозділи рівня полку були серйозно пошкоджені при облогу, а результат повинен бути більше 10 000 чоловік. Що ще важливіше, на початку грудня 1941 року японська армія щойно атакувала Перл-Харбор, армія захопила Південно-Східну Азію, а сили союзників неодноразово зазнавали поразки. Перемога армії Китайської Республіки в Чанші, вочевидь, стала політичним стимулом, який на той час привернув загальну увагу світових ЗМІ. Президент США Рузвельт сказав: «Перемога союзних військ залежить від перемоги китайської армії в Чанші». Британські ЗМІ також повідомили із заголовком «У цей час, коли на Далекому Сході похмуро, лише хмари над Чаншею по-справжньому сліпучі». Велика кількість журналістів та приїжджих делегацій із Радянського Союзу та західних союзників також прибули до Чаншу з візитом. Оскільки Лі Юйтан та інші генерали командували 10-ю армією для успішного захисту Чанша, після закінчення битви командувач Лі Ютан, який був «затриманий за злочини», був призначений заступником командувача 27-ї армії, а Фан Сяньцзюе колишній командир 10-ї дивізії отримав звання командувача 10-ї е армією Ге Сяньцай, колишній генерал-майор 28-го полку, був призначений заступником командира дивізії Pre-10, а інші генерали, які отримали заслуги в боях, нагороджувалися також Національним військовим командуванням. Хоча китайці виграли цю битву, вони також дійшли висновку, що в пізнішому перехопленні японської армії національна армія проігнорувала ключовий контроль над пунктом перетину річки і не змогла насильно знищити обладнання для переправи через річку японської армії, тому японська армія не зазнавала нищівних ударів. сторони великомасштабного істеблішменту; японці вважали, що підготовка до цієї битви була недостатньою, і командування змінювалося багато разів у ході процесу, і командування було введено в оману, що зробило бій пасивним.

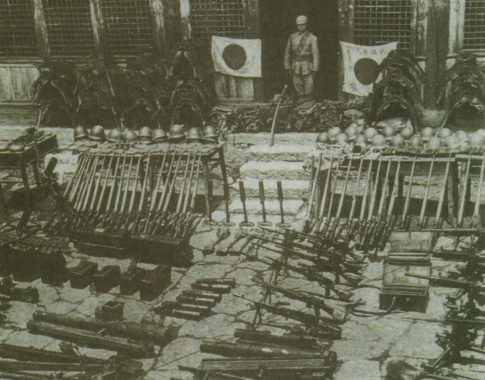
Трофейна японська зброя